# Einar Reuter

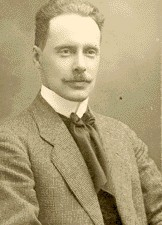
Einar Reuter.

Einar Reuter, född 7 september 1881 i Torneå, död 12 oktober 1968 i Kajana, var en finländsk målare och författare. 
Reuter avlade forstmästarexamen 1904 och arbetade som revirforstmästare, längsta tiden (1931–1949) i Kajana revir. Han framträdde som målare och författare under pseudonymen H. Ahtela; målade främst i en förenklad stil lyriska landskap från norra Finland. Han debuterade 1916 som författare med Korven kamppailuja, en samling djurberättelser, och utgav därefter bland annat  Pohjolan rapsodia (1941), en hyllning till ödemarken, Taiteilijain kamppailu (1945), essäer om konst, och en vidlyftig biografi över Helene Schjerfbeck (1951), vars svenska utgåva han själv sammanställde (utkom 1953). Det postuma memoarverket Kauneutta tavoittamassa (1970) innehåller porträtt av kända konstnärer och författare.